# Sipalolasma bicalcarata
Sipalolasma bicalcarata là một loài nhện trong họ Barychelidae. Loài này phân bố ờ Ethiopia.